# Jeju National University
Jeju National University (kor. 제주대학교) – południowokoreański uniwersytet w Czedżu.

## Historia
27 maja 1952 roku założono Cheju Provincial Junior College, który w 1955 roku stał się Cheju University. W 1962 roku uczelnia zmieniła nazwę na Cheju National University (Jeju National University).

## Wydziały
W ramach uniwersytetu działają szkoły:
- Edukacji,
- Administracji,
- Administracji publicznej,
- Przemysłu,
- Interpretacji,
- Medycyny,
- Prawa,
- Edukacji społecznej.